# Штынь, Александр Сергеевич
Алекса́ндр Серге́евич Штынь (род. 7 марта 1978 года, Веймар, Эрфурт, ГДР) — российский футболист, полузащитник, тренер.

## Карьера

### Игровая
Родился в семье военнослужащего в восточногерманском городе Веймар. Воспитанник сочинского футбола, первый тренер — Андрей Александрович Кулагин. В 1995—1996 годах выступал в составе сочинской «Жемчужины». В сентябре-октябре 1995 года провёл 4 игры в Высшей лиге, во всех матчах выходил на замену после перерыва, забил 1 гол в ворота «Уралмаша». В 1997—2000 годах провёл 102 матча, забил 15 голов в составе иркутской «Звезды». В 2001 году перешёл в «Чкаловец-1936», с которым в 2004 году вышел в Первый дивизион. В 2005 году провёл за команду только 1 матч и в августе на правах аренды перешёл в барнаульское «Динамо». В 2006 году вернулся в «Звезду», где провёл 33 игры, забил 12 голов во Втором дивизионе, а также 11 игр в 2007 году в Первом дивизионе. В 2008—2012 годах играл в клубах Второго дивизиона «Кузбасс» (2008), «Сахалин» (2009, 2011—2012) и «Радиан-Байкал» (2010—2011).

### Тренерская
Окончил Иркутский педагогический институт, факультет физвоспитания.
В 2022 году — главный тренер, а в 2023 году — помощник главного тренера Константина Дзуцева в клубе «Иркутск».

## Достижения
- Победитель зоны «Восток» Второго дивизиона (2): 2004, 2006
- Серебряный призёр зоны «Восток» Второго дивизиона: 2002
- Бронзовый призёр зоны «Восток» Второго дивизиона (4): 1998, 2000, 2005, 2010